# South Kensington

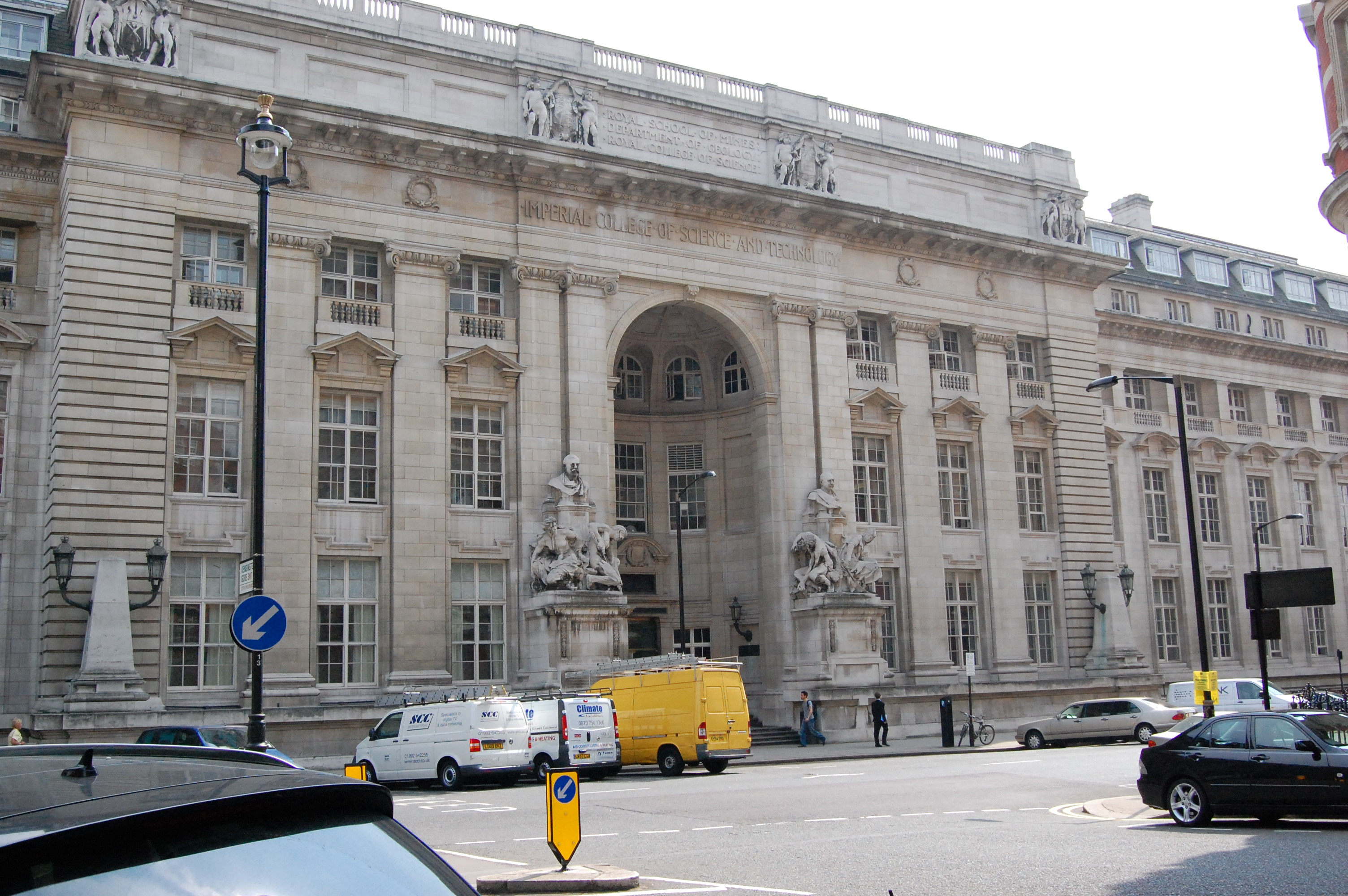
Imperial College in South Kensington

South Kensington ist ein Stadtteil im Westen Londons, der zum Stadtbezirk Kensington and Chelsea gehört. Historisch gesehen beruht South Kensington auf einem Teil des verstreuten Middlesex-Dorfes Brompton. Dieser Name wurde mit dem Aufkommen der Eisenbahnen im späten 19. Jahrhundert und der Eröffnung (und Schließung) und Benennung der örtlichen U-Bahn-Stationen verdrängt. Das Gebiet ist aufgrund der Dichte an Museen und kulturellen Sehenswürdigkeiten als beliebtes Touristenziel bekannt. Angrenzende wohlhabende Zentren wie Knightsbridge, Chelsea und Kensington gelten als einige der exklusivsten Immobilienmärkte der Welt. Seit dem Ersten Weltkrieg hat sich die Gegend zu einem kosmopolitischen Gebiet entwickelt, das belgische und französische Flüchtlinge anzog, aber auch Polen während des Zweiten Weltkriegs und danach, und in letzter Zeit auch Spanier, Italiener, Amerikaner und Expatriates aus dem Nahen Osten. Die französische Präsenz wird durch das Lycée Français Charles de Gaulle, das Institut français, welches das Ciné Lumière, ein französisches Kino, beherbergt, die Alliance française und das französische Konsulat sowie andere diplomatische Residenzen unterstrichen.
In South Kensington befindet sich mehrere bekannte Museen, darunter das Victoria and Albert Museum sowie das Science Museum und der Hauptcampus des Imperial College London.

## Bekannte Bewohner
- Francis Bacon (1909–1992), Maler
- Hugh Beach (1923–2019), General der British Army
- Charles Booth (1840–1916), Philanthrop und Sozialforscher
- Henry Cole (1808–1882), Staatsbeamter
- Robert FitzRoy (1805–1865), Marineoffizier, Meteorologe und Gouverneur von Neuseeland
- Dennis Gábor (1900–1979), ungarischer Ingenieur
- Benny Hill (1924–1992), Schauspieler, Komiker und Sänger
- John Lavery (1856–1941), irischer Porträtist und Landschaftsmaler
- Clementina Maude, Viscountess Hawarden (1822–1865), Pionierin der Fotografie im viktorianischen England
- William Makepeace Thackeray (1811–1863), Schriftsteller
- Herbert Beerbohm Tree (1853–1917), Theaterleiter, Bühnen- und Filmschauspieler